# Cyclura cychlura ssp. inornata
Cyclura cychlura ssp. inornata је гмизавац из реда Squamata и фамилије Iguanidae. 

## Угроженост
Ова врста се сматра угроженом.

## Распрострањење
Врста има станиште у Индији и Бахамским острвима.

## Начин живота
Врста Cyclura cychlura ssp. inornata прави гнезда. 